# Regió de Košice
La Regió de Košice - Košický kraj (eslovac) - és una de les 8 regions (kraj) de la República d'Eslovàquia. La capital administrativa és Košice.
Té una àrea de 6.755 quilòmetres quadrats i una població de 779.073 habitants a finals de 2023. Representant vora el 14% tan de l'àrea com de la població total d'Eslovàquia.
Es divideix en els 11 districtes següents:
- Gelnica
- Košice I
- Košice II
- Košice III
- Košice IV
- Košice-okolie
- Michalovce
- Rožňava
- Sobrance
- Spišská Nová Ves
- Trebišov

La regió de Košice comprèn quatre regions històriques: Spiš, Gemer, Abov i Zemplin.

## Demografia
| Godina             | 1994    | 2004    | 2014    | 2024    |
| ------------------ | ------- | ------- | ------- | ------- |
| Nombre de persones | 753.849 | 770.508 | 795.565 | 778.799 |
| Diferència         |         | +2,20%  | +3,25%  | −2,10%  |

| Godina             | 2023    | 2024    |
| ------------------ | ------- | ------- |
| Nombre de persones | 779.073 | 778.799 |
| Diferència         |         | −0,03%  |

## Municipis
Hi ha 440 municipis, dels quals 17 són ciutats.